# Samuel Jofré Giraudo
Samuel Jofré Giraudo (n. Córdoba, Argentina, 8 de junio de 1957) es un obispo católico argentino. Desde 2013 es el obispo de Villa María.

## Biografía

### Primeros años y formación
Nació en Ciudad de Córdoba el día 8 de junio de 1957. Ingresó en el seminario de Córdoba. Cursó sus estudios secundarios en el Liceo Militar General Paz

### Sacerdocio
Fue ordenado sacerdote para la arquidiócesis de Córdoba el 8 de diciembre de 1983, por el entonces arzobispo de Córdoba, el cardenal Raúl Primatesta. En 1993 obtuvo la licenciatura en Derecho Canónico en la Universidad de Navarra y en 2009 consiguió el doctorado, también en Derecho Canónico, en la Pontificia Universidad de la Santa Cruz.

## Episcopado

### Obispo de Villa María
El 28 de febrero de 2013, el papa Benedicto XVI lo nombró obispo de la diócesis de Villa María.
Al ser elevado al rango de monseñor, tuvo que elegir su escudo y su lema: "Omnia In Bonum" (en latín: Todo es para bien).
También, cabe destacar que ha sido el último obispo nombrado en el pontificado de Benedicto XVI, horas antes de que renunciara.
Recibió la consagración episcopal el día 5 de mayo de mismo año, a manos de su predecesor como consagrante principal y como co-consagrantes al arzobispo metropolitano de Córdoba Carlos Ñáñez y al arzobispo de Santa Fe de la Vera Cruz y Presidente de la Conferencia Episcopal Argentina, José María Arancedo.